# Alexandre Pichodou
Alexandre Pichodou, né le 15 octobre 1905 à Plouigneau (Finistère), est un pilote français disparu en mer (Atlantique Sud) avec l'équipage de la "Croix du Sud" le 7 décembre 1936.

## Biographie
Il s'engage dans l'aviation maritime pour 5 ans en qualité de pilote d'hydravion.
Il passe sans interruption du service militaire aux différentes compagnies aériennes : Air Orient, puis Air France. Il est ensuite affecté au réseau méditerranéen : Marignane, Beyrouth, Marignane-Tunis, puis en dernier lieu au secteur Atlantique Sud.
Il était décoré de la médaille d'argent de l’Aéro-club, de la croix de la Légion d'honneur.
Il avait à son actif 461 heures vol comme militaire, 6 430 heures de vol comme pilote civil. Il devint millionnaire le 25 mai 1936.
Il traversa 38 fois l'Atlantique Sud.
Il disparut en mer le 7 décembre 1936, après douze années de service, à bord de l'hydravion La Croix du Sud. L'équipage était composé de Jean Mermoz, chef de bord ; Alexandre Pichodou, pilote ; Henri Ézan, navigateur ; Edgar Cruveilher, radio et Jean Lavidalie, mécanicien. Un hommage national leur est rendu, le 30 décembre 1936, à l'Hôtel national des Invalides, avec citation à l'ordre de la Nation.
Il était considéré comme un professionnel hors pair, totalisant 6 477 heures de vol.

## Sources
- Jean Mermoz, Mes Vols, p. 209, Flammarion, 1937
- Archives de Christophe Meynard